# 穆罕默德·伊斯梅爾·易卜拉欣
穆罕默德·伊斯梅爾·易卜拉欣（Mohamed Ismail Ibrahim，1997年1月1日—）是一名吉布地田徑運動員，主攻1500公尺和3000公尺障礙賽項目。他是青年奧林匹克運動會男子1500公尺季軍。

## 外部連結
- 穆罕默德·伊斯梅爾·易卜拉欣在的頁面